# Soundchip

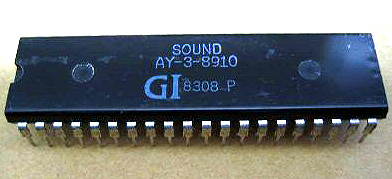
Soundchip AY-3-8910 von General Instrument

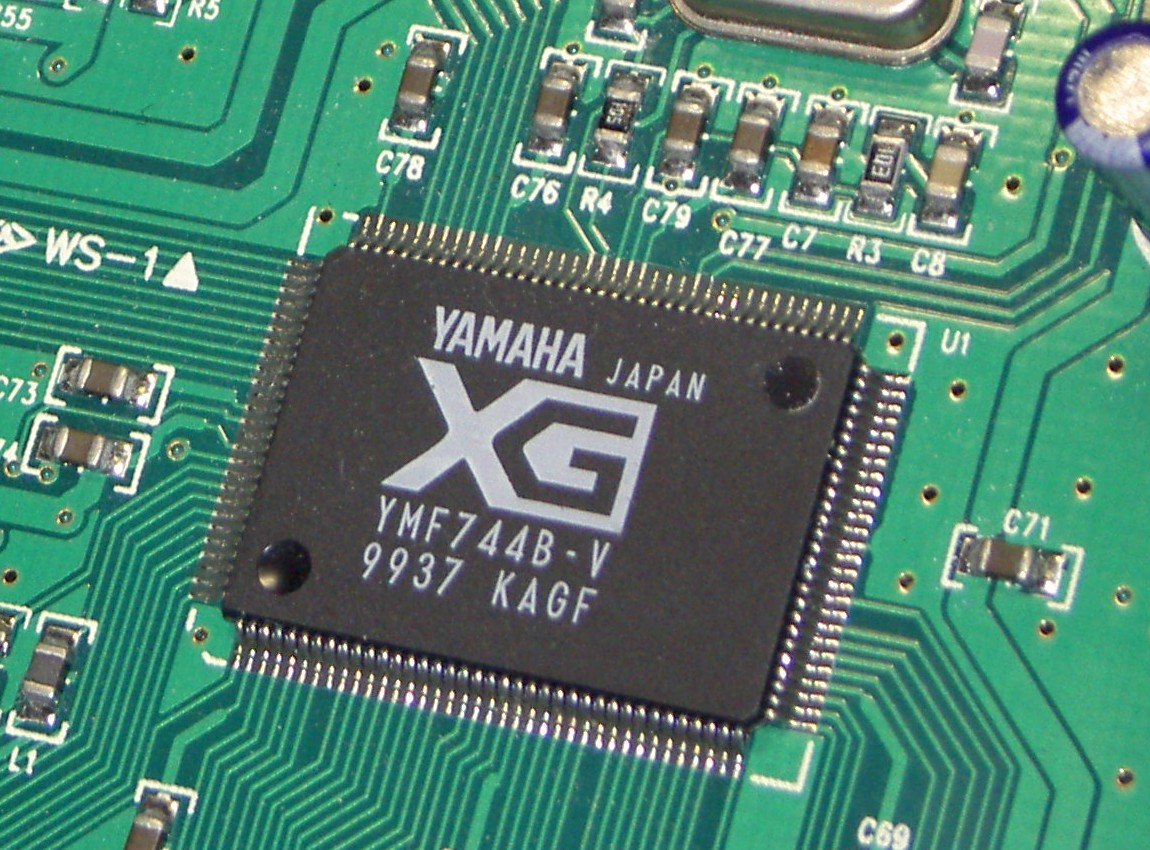
Soundchip YMF744 mit der „Yamaha XG“ genannten Erweiterung zu General MIDI

Unter einem Soundchip versteht man einen integrierten Schaltkreis zur Klangerzeugung und -ausgabe in elektronischen Musikinstrumenten und Computern. Sie enthalten mindestens einen Digital-Analog-Umsetzer und eine Schnittstelle zum restlichen System.

## Geschichte
Ende der 1970er Jahre wurden Soundchips erstmals für Arcade-Automaten verwendet. Der bekannteste Soundchip dieser Zeit dürfte der AY-3-8910 von General Instrument gewesen sein, der später unter Yamaha-Lizenz von Microchip Technology als YM2149 produziert wurde.
In den 1980er Jahren waren Soundchips in Heimcomputern die einzige Möglichkeit, Musik und Klänge wiederzugeben, da die damalige Technologie der Digital-Analog-Umsetzung und Abtastung auf Systemen mit 8-Bit-Architektur nur unbefriedigende Ergebnisse bei relativ hohem Ressourcenverbrauch ermöglichte. Neben dem AY-3-8910 (unter anderem im Intellivision, Amstrad/Schneider CPC und Atari ST zu finden) ist der MOS Technology SID durch seine Verwendung im Commodore 64 als bekanntester Soundchip zu nennen. Weitere klanglich interessante und heute noch in der sogenannten Micromusic verwendeten 8-Bit-Soundchips finden sich in Nintendos NES (Ricoh 2A03), im Super NES (Sony SPC700) und im Game Boy. Mit den damaligen Soundchips waren bereits mehrstimmige Melodien abspielbar. Einige ermöglichten eine Klangerzeugung, wie man sie aus Synthesizern kennt.
Ab Anfang der 1990er Jahre wurden Soundchips für IBM-PC-kompatible Computer auf Soundkarten eingeführt, die auf der Frequenzmodulations-Synthese basierten (Yamaha YM3812 und Nachfolger, besser bekannt als „Yamaha OPL“). Ohne Soundchip konnte die Tonausgabe nur über den Systemlautsprecher des PCs als monophones Rechtecksignal („Piepen“) erfolgen. Dem gegenüber konnten diese Chips MIDI-Signale selbstständig in Töne wandeln. Die damaligen Chips lehnten sich stark an die Entwicklung elektronischer Musikgeräte wie Keyboards und Synthesizer an.
Spätere Soundchips verfügten neben polyphoner Klangsynthese auch über einen eigenen Speicher als Festwertspeicher (zum Beispiel für Samples) oder Random-Access Memory (zur Entlastung des Systemspeichers) sowie über einen eigenen Prozessor zur Entlastung des Hauptprozessors und waren in der Lage, gespeicherte Klänge zunächst in 8 Bit, später in 16 Bit Verarbeitungsbreite abzuspielen. Weit verbreitet waren die Chips der Firma E-mu Systems, die wie bei Samplern, ausgehend von einem MIDI-Signal, beliebige Instrumente abspielen konnten, die in Klangbänken, von E-mu SoundFonts genannt, zusammengefasst waren. Diese Karten wurden bereits für kommerzielle Musikproduktionen eingesetzt.
Mit Aufkommen besserer PCs und des AC’97-Standards, wurden die Soundchips harmonisiert. Diese enthalten meistens integrierte Wandler und Mischer und verzichten zunehmend auf Audiosynthese via Hardware. Stattdessen gibt es immer mehr Funktionen zur Bearbeitung des Klangs durch Wavetable-Synthese. Für Anwendungen in Musikgeräten sind Soundchips mit MIDI-Funktionen jedoch nach wie vor gebräuchlich – insbesondere für FM-Synthese. Diese werden oft in Selbstbauprojekten verwendet. Darüber hinaus gibt es FM-Synthese-Chips in programmierbarer Hardware sowie in virtueller Form für PC-Audio-Software als Plug-in – einige davon als Freeware.
Moderne Soundchips mit digitalem Signalprozessor bezeichnet man als APU (Audio Processing Unit) oder Audio-Codec.

## Technik
Man kann verschiedene Ausführungen unterscheiden:
- Onboard-Soundchips: direkt auf der Hauptplatine befindlich und daher preisgünstig, über PCI angeschlossen
- Soundkarte: Soundchip auf Steckkarte mit weiteren Komponenten zur nachträglichen Erweiterung des Systems
- Chips für externe Consumer-Soundgeräte zum Anschluss an Systeme, die nicht über Erweiterungsslots verfügen, angeschlossen z. B. mittels USB
- Chips als herstellerspezifische Sonderbauformen für elektronische Musikinstrumente

## Beispiele

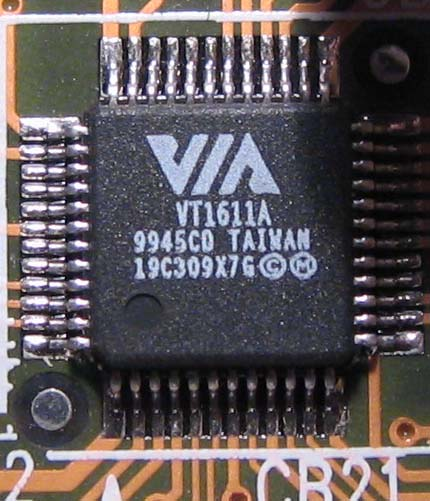
AC’97-Soundchip der Reihe VIA Vinyl Audio
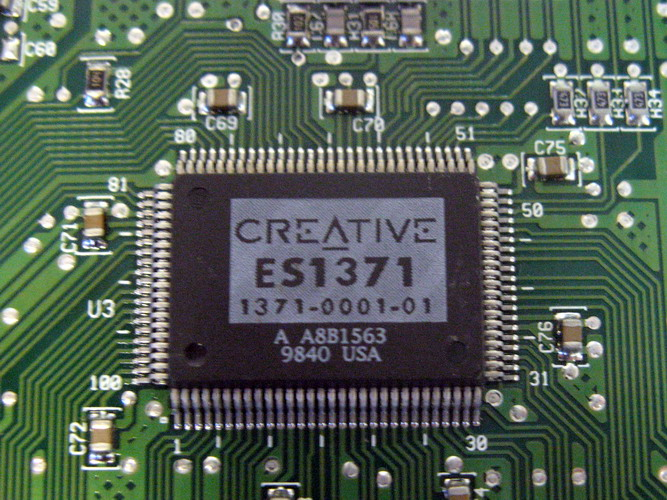
Soundchip von Creative Technology, entwickelt von Ensoniq
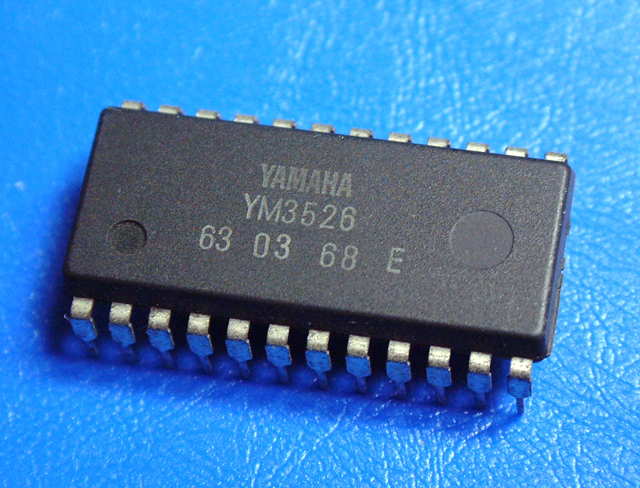
Soundchip OPL1 der Yamaha Corporation
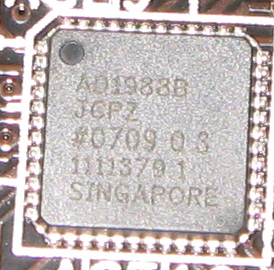
Soundchip einer SoundMAX-Karte von Analog Devices
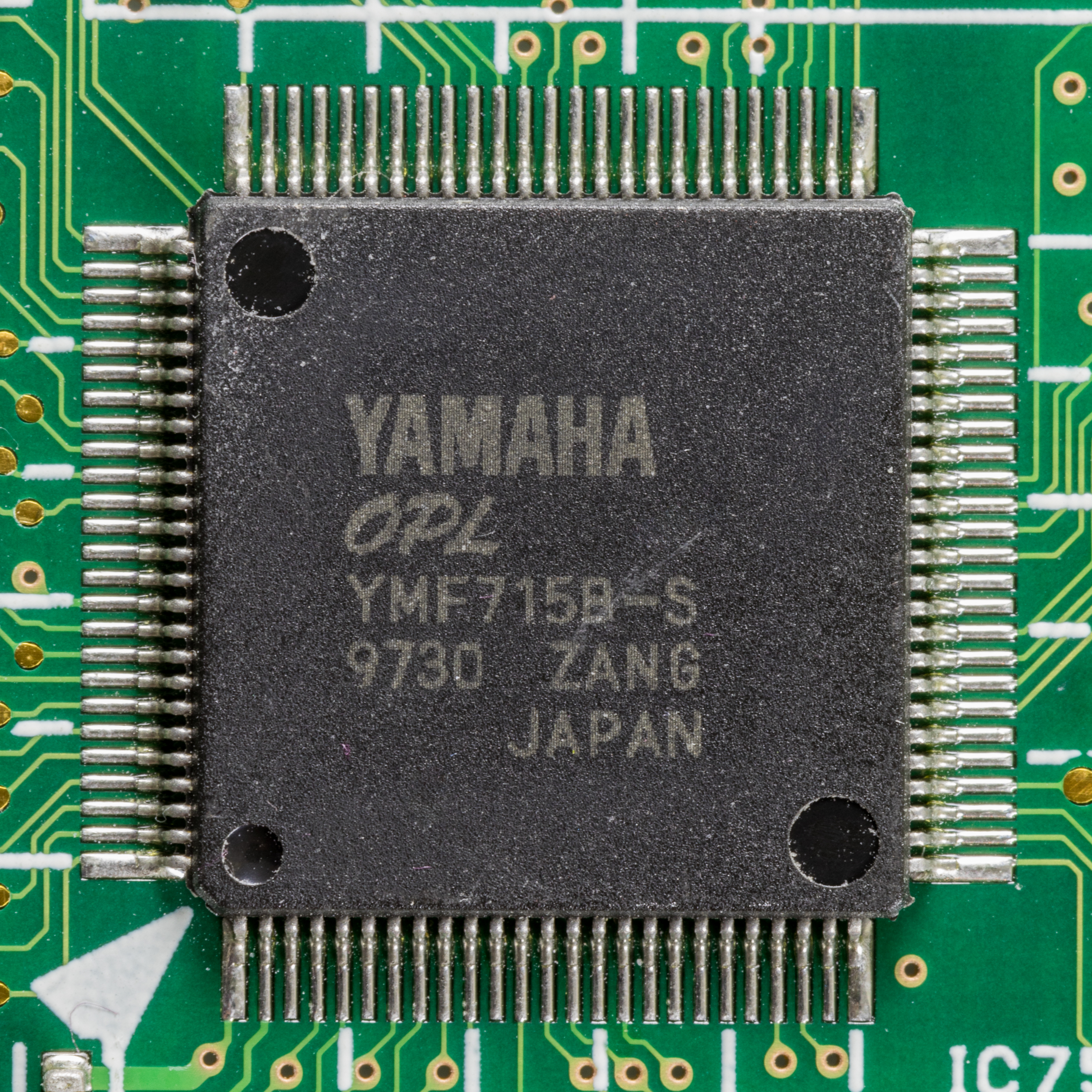
Soundchip OPL3-SA der Yamaha Corporation mit Raumklangunterstützung